# Phyllastrephus fischeri
Phyllastrephus fischeri là một loài chim trong họ Pycnonotidae.